# Tisa
Rijeka Tisa (mađ. Tisza) je najveća lijeva pritoka Dunava. Protječe kroz Panonsku nizinu. Izvire u Ukrajini, na Karpatima u oblasti Bukovina, i dalje prolazi kroz Mađarsku, Rumunjsku, Slovačku i Srbiju. Ulijeva se u Dunav kod Starog Slankamena u Srbiji.
Najveće pritoke su Begej, Bodrog, Zlatica, Koroš, Moriš (najveća), Samoš i Šajo.
Tisa je plovna na dužini od 532 km.
Bački kanal povezuje Tisu s Dunavom, a Begejski kanal s Tamišem.

## Vanjske poveznice
|  | Zajednički poslužitelj ima još gradiva o temi Tisa |